# Hayesville (Iowa)
Hayesville és una població dels Estats Units a l'estat d'Iowa. Segons el cens del 2000 tenia 64 habitants.

## Demografia
Segons el cens del 2000, Hayesville tenia 64 habitants, 28 habitatges, i 19 famílies. La densitat de població era de 95 habitants/km².
Dels 28 habitatges en un 25% hi vivien nens de menys de 18 anys, en un 60,7% hi vivien parelles casades, en un 3,6% dones solteres, i en un 32,1% no eren unitats familiars. En el 21,4% dels habitatges hi vivien persones soles el 14,3% de les quals corresponia a persones de 65 anys o més que vivien soles. El nombre mitjà de persones vivint en cada habitatge era de 2,29 i el nombre mitjà de persones que vivien en cada família era de 2,68.
Per edats la població es repartia de la següent manera: un 18,8% tenia menys de 18 anys, un 7,8% entre 18 i 24, un 23,4% entre 25 i 44, un 29,7% de 45 a 60 i un 20,3% 65 anys o més.
L'edat mediana era de 45 anys. Per cada 100 dones de 18 o més anys hi havia 92,6 homes.
La renda mediana per habitatge era de 38.125 $ i la renda mediana per família de 36.250 $. Els homes tenien una renda mediana de 33.750 $ mentre que les dones 16.250 $. La renda per capita de la població era de 15.973 $. Cap de les famílies estaven per davall del llindar de pobresa.

## Poblacions més properes
El següent diagrama mostra les poblacions més properes.